# 蒂卡帕利亞納山
14°22′15″S 71°51′12″W / 14.37083°S 71.85333°W
蒂卡帕利亞納山（T'ikapallana），是秘魯的山峰，位於該國南部庫斯科大區，由瓊比維卡省的查馬卡區負責管轄，屬於安地斯山脈的一部分，海拔高度4,304米。